# The StarPhoenix
 (décembre 2015).
The StarPhoenix est un journal quotidien canadien qui dessert Saskatoon (Saskatchewan) et la région environnante.
Le StarPhoenix fut d'abord publié sous le nom de The Phoenix en octobre 1902. En 1909, il devint un quotidien et, en 1910, fut rebaptisé le Saskatoon Capital. Le journal changea de mains plusieurs fois entre sa fondation et les années 1920. En 1927, il y avait deux journaux quotidiens à Saskatoon : le Saskatoon Daily Star et le Daily Phoenix. En janvier 1928, les deux journaux furent achetés par la famille Sifton de Winnipeg et furent fusionnés pour former le Saskatoon StarPhoenix. Au début des années 1980, le nom fut modifié pour devenir simplement The StarPhoenix.
En 1996, le StarPhoenix fut acheté par la chaîne de journaux Hollinger. Il fut ensuite vendu à Canwest en 2000, et encore en 2010 à Postmedia.
Le StarPhoenix est publié six jours par semaine et publie également un hebdomadaire, le Saskatoon Sun (sans lien avec la chaîne de journaux Sun Media). Son site internet est incorporé au portail Canada.com.